# モチーフ (物語)
物語におけるモチーフ（英語: motif）とは物語を構成する要素、ことにシンボル化され得るようなものを指す概念である。

## 概論
口承伝承、小説、演劇、映画、漫画などの物語には共通した事物、類似の役割を果たす人物、似たような出来事が多く認められる。それは例えば「主人公だけが使える剣（武器）」、「隠された宝物」、「英雄」、「魔法使い」、「隠遁者」、「誘惑する女」、「三角関係」、「心中」、「自己犠牲」などであり、それらを総称してモチーフと呼ぶ。モチーフはときにその物語の主題(テーマ)そのものともなるが、多くは物語の一要素として用いられている。
モチーフの多くは神話や伝説にまでその系譜を遡ることができるが、時間旅行のように比較的新しいものもある。また、一般にモチーフはジャンルを問わず現れ、漫画やアニメにも神話以来のモチーフは多く認められる。
モチーフは種々の物語に繰り返し現れるために、何らかのシンボルとして解釈されることも多い。心理学者の カール・グスタフ・ユングが元型と呼んだ「影」や「アニマ」、「老賢者」なども、人物のモチーフを強くシンボル化したものと解釈することもできるだろう。

## モチーフ・インデックス
モチーフを分類して一覧表化したものはモチーフ・インデックスと呼ばれ、民話や口承文芸の研究などに用いられている。たとえばスティス・トンプソンは、『民間文芸のモチーフ索引』（Motif-index of folk-literature, 1955）全6巻を出版した。この中でモチーフは細かく体系化されており、例えば大分類Fは「驚異（marvels）」、その下位分類であるF500-F599は「驚くべき人物（remarkable persons）」、その下位のF510は「怪物的人物（monstrous persons）」、その下位のF511は「頭部が異常な人物（person unusual as to his head）」、その下位のF511.1は「顔が異常な人物（person unusual as to his face）」、その下位のF511.1.3は「獣顔の人物（person with animal face）」、その下位のF511.1.3.1は「猿の顔の人物（person with face o ape）」といった具合である。それぞれの項目にはひとつから数十の参考文献と（場合によっては）関連するが別の箇所にあるモチーフインデックス番号が記されている。